# Trackmania
Trackmania är en serie racingspel utvecklade av det franska företaget Nadeo. Det första spelet släpptes 2003.
Flera spelare tävlar samtidigt om att få den bästa varvtiden. Spelarna kan se varandra men inte interagera eller krocka. Spelen i serien har fått ett gott mottagande och har aggregerade betyg mellan 74 och 82 på Metacritic.

## Datorspel i serien
- Trackmania (TMO) (2003)[1]
  - Trackmania: Power Up!, Uppdaterad version
  - Trackmania Original, Uppdaterad version med funktioner från TMSX
- Trackmania Sunrise (TMS) (2005)
  - Trackmania Sunrise eXtreme (TMSX), Uppdaterad version
- Trackmania Nations (TMN) (2006), freeware
- Trackmania United (TMU) (2007)
  - Trackmania United Forever  (TMUF) (2008)[3], Uppdaterad version
  - Trackmania Nations Forever (TMNF) (2008)[4], freewareversion av TMUF
- Trackmania DS, en version av spelet för Nintendo DS
  - Trackmania Turbo (DS), uppföljare till Trackmania DS
- Trackmania Wii, en version för Wii
- Trackmania 2 (TM2)
  - Trackmania 2: Canyon (2011)[5]
  - Trackmania 2: Stadium (2013)[6]
  - Trackmania 2: Valley (2013)[7]
  - Trackmania 2: Lagoon (2017)[8]
- Trackmania Turbo, version av TM2 släppt till konsoler
- Trackmania (2020)